# Єврейська народна партія (Чехословаччина)
Єврейська народна партія — єврейська політична партія сіоністської орієнтації на території Першої Чехословаччини, точніше в Підкарпатській Русі, яка брала участь у додаткових парламентських виборах у Підкарпатській Русі в 1924 році.

## Історія
Після 1921 року, коли в Підкарпатській Русі почав формуватися політичний спектр, утвердилися три основні політичні течії: сіоністська, натхненна кандидатським списком Об'єднаної єврейської партії, яка брала участь у парламентських виборах у Чехії та Словаччині в 1920 році, ультраортодоксальний, пов'язаний з рухом Аґудат Ісраель, і аграрно-консервативний, близький до чехословацьких аграріїв і орієнтований на захист інтересів єврейських землевласників і купців. У 1923 році всі ці три ідеологічні течії змогли співпрацювати й створити парасольковий союз під назвою Єврейська партія Підкарпатської Русі через відчуття зовнішньої загрози з боку антисемітизму, а також через спільні інтереси в захист єврейських економічних позицій. Аграріїв представляв Емануель Гутман, ортодоксів — Коломан Вайс, сіоністів — Олександр Шпігель. На муніципальних виборах 1923 року ця спільна платформа мала успіх у багатьох муніципалітетах.
Однак наступного року Єврейська партія Підкарпатської Русі розпалася. Аграрні та православні активісти ще більше зблизилися з чехословацькими аграріями, які мали намір використати цю частину єврейської громади на сході держави для зміцнення своїх позицій у національній політиці та пропонували натомість економічні вигоди, наприклад у здійсненні земельної реформи. З цією метою Емануїл Гутман та інші представники цих фракцій були навіть у Празі на зустрічі з Антоніном Швеглою та Яном Малипетром. Пожвавилися ідеологічні розбіжності з сіоністами (наприклад, протидія секуляризму, розбіжності щодо навчання на івриті). У результаті виникла Єврейська демократична партія як утворення, близьке до чехословацьких аграріїв. Навіть самі сіоністи опинилися в суперечності, оскільки штаб із Чехії поставив на чолі списку кандидатів празького сіоніста Людвіка Зінгера, чим обурювалася місцева сіоністська група. Сіоністський торс первісної об'єднаної Єврейської Партії Підкарпатської Русі пішов тоді на додаткові парламентські вибори 1924 року в Підкарпатській Русі під назвою Єврейська Народна Партія. Вона отримала на виборах 17 941 голос, що було набагато більше, ніж конкуруюча Єврейська демократична партія (вона отримала лише 9 914 голосів), але навіть цього було недостатньо для отримання депутатського мандата, для якого потрібно було приблизно 20 000 голосів.
Єврейська народна партія тоді зникла, але розкол 1924 року в Підкарпатській Русі остаточно розколов єврейський електорат. Наступного року сіоністи балотувалися в цій частині країни на парламентських виборах 1925 року як частина Єврейської партії, тоді як православні та євреї-аграрії балотувалися як Єврейська економічна партія. На крайових виборах 1928 р. на Підкарпатській Русі конкурували Єврейська партія та Єврейська республіканська партія, а на парламентських виборах 1929 р. євреї-аграрії балотувалися проти Єврейської партії безпосередньо в рамках Чехословацької хліборобської партії.

## Результати виборів

### Вибори до парламенту Чехословаччини на Підкарпатській Русі
| Вибори   | Голоси | Голоси | Мандати | Мандати | Позиція |
| Вибори   | Номер  | %      | Номер   | ±       | Позиція |
| -------- | ------ | ------ | ------- | ------- | ------- |
| 1924 рік | 17 941 | 7.1    | 0 / 9   | ▬ 0     | ▲ 6.    |